# Eleição municipal de Osasco em 2012
A eleição municipal de Osasco em 2012 aconteceu em 7 de outubro de 2012 para eleger um prefeito, um vice-prefeito e 21 vereadores no município de Osasco, no Estado de São Paulo, no Brasil. O candidato eleito foi Jorge Lapas, do PT, com 60,03% dos votos válidos logo no primeiro turno, uma vez que o candidato e ex-prefeito Celso Giglio, do PSDB, que foi o candidato mais votado, teve seus votos anulados pelo Tribunal Regional Eleitoral após a cassação de sua candidatura. Disputou na eleição também os candidatos Osvaldo Verginio, do PSD; Delbio Teruel, do PTB; Alexandre Castilho, do PSOL e Reinaldo Mota, do PMN. O vice-prefeito eleito, da chapa de Lapa, foi Valmir Prascidelli, também do PT.

## Antecedentes
Na eleição municipal de 2008, Emidio do PT foi eleito logo no primeiro turno como prefeito de Osasco com 50,98% dos votos, vencendo Celso Giglio do PSDB que ficou em segundo lugar com 30,30%. Francisco Rossi do PMDB também estava concorrendo, porém obteve apenas 14,38% dos votos.

## Eleitorado
Na eleição municipal de Osasco em 2012, votaram 556.533 eleitores, sendo que o número de eleitores que compareceram às urnas no 1º turno foi de 452.239, e no 2º turno, 437.428 eleitores.

## Candidatos
Foram quatro candidatos à prefeitura em 2012: Jorge Lapas do PT, Osvaldo Verginio do PSD, Delbio Teruel do PTB, Alexandre Castilho do PSOL, Reinaldo Mota do PMN e Celso Giglio do PSDB (teve a candidatura cassada).
|  | Candidato(a)       | Vice               | Partido | Coligação |
|  | Jorge Lapas        | Valmir Prascidelli | PT      | "Osasco unida com a força do povo" (PT/PSL/PMDB/PSDC/PTN/PTC/PTdoB/PRTB/PSC/PR/PP/PPL/PDT/PRP/PV/DEM/PCdoB/PSB/PRB/PHS) |
|  | Osvaldo Verginio   | Lau Alencar        | PSD     | "PSD" |
|  | Delbio Teruel      | Ederson Siqueira   | PTB     | "PTB" |
|  | Alexandre Castilho | Augusto Piva       | PSOL    | "Frente de Esquerda por Osasco" (PSTU/PCB/PSOL)                                                                         |
|  | Reinaldo Mota      | Professor Cordeiro | PMN     | "PMN" |
|  | Celso Giglio       | Ana Paula Rossi    | PSDB    | "Coligação Novos Tempos para Osasco" (PPS/PSDB)                                                                         |

## Campanha
Quando o governo do PT assumiu a prefeitura de Osasco em 2005, com Emidio, Jorge Lapas era o secretário de obras e transporte, e participou de obras e projetos de melhorias de estrutura de saúde, educação, transporte e apoio à empresas e cooperativas - que levou ao crescimento do emprego. Suas propostas eleitorais para 2012 eram: continuar a implantação de novas 15 unidades de saúde (UPA), revitalização do centro com avenidas duplicada e novos parques. Também apresentava projetos como "Nova Osasco": um conjunto de intervenções urbanas que requalificariam as áreas ao longo do Tietê; projeto "Bairro Novo": mais favelas urbanizadas e melhorias nos bairros da periferia de Osasco; projeto "Escola em tempo integral": dois turnos de atividades para os alunos da rede municipal de ensino.

### Pesquisas
Em pesquisa do Ibope, divulgada em 27 de junho de 2012, Celso Giglio apareceu com 35% das intenções de voto. Osvaldo Verginio, João Paulo Cunha (de quem Jorge Lapas era vice-prefeito na chapa de deputado federal), Delbio Teruel, Alexandre Castilho e o Pastor Reinaldo Mota apareceram logo em seguida respectivamente com 19%, 15%, 7%, 2% e 2% da intenção de votos. O Ibope divulgou uma nova pesquisa, em 17 de setembro de 2012 em que Celso Giglio aparece com 39% das intenções de voto, e em seguida Osvaldo Verginio com 13%, Jorge Lapas com 12%, Delbio Teruel com 6%, e Alexandre Castilho e Reinaldo Mota com 1%.

## Resultados

### Prefeito
No dia 7 de outubro, Jorge Lapas foi eleito com 60,03% dos votos válidos.
| Candidato(a)              | Vice                     | 1º Turno 7 de outubro de 2012 | 1º Turno 7 de outubro de 2012 |
| Candidato(a)              | Vice                     | Votação                       | Votação                       |
|                           |                          | Total                         | Porcentagem                   |
| ------------------------- | ------------------------ | ----------------------------- | ----------------------------- |
| Jorge Lapas (PT)          | Valmir Prascidelli (PT)  | 138.435                       | 60,03%                        |
| Osvaldo Verginio (PSD)    | Lau Alencar (PSD)        | 38.705                        | 16,78%                        |
| Delbio Teruel (PTB)       | Ederson Siqueira (PTB)   | 36.830                        | 15,97%                        |
| Alexandre Castilho (PSOL) | Augusto Piva (PCB)       | 8.338                         | 3,62%                         |
| Reinaldo Mota (PMN)       | Professor Cordeiro (PMN) | 8.318                         | 3,61%                         |
| Celso Giglio (PSDB)       | Ana Paula Rossi (PSDB)   | 0                             | 0,00%                         |
| Total de votos válidos    | Total de votos válidos   | 230.626                       | 51,29%                        |
| Votos em branco           | Votos em branco          | 30.071                        | 6,69%                         |
| Votos nulos               | Votos nulos              | 188.992                       | 42,03%                        |
| Total                     | Total                    | 449.689                       | 100%                          |
| Abstenções                | Abstenções               | 93.534                        | 17,22%                        |
| Votos apurados            | Votos apurados           | 449.689                       | 100%                          |
| Total de eleitores        | Total de eleitores       | 556.533                       | 100%                          |

## Vereador
Dos 21 vereadores eleitos nas eleições de 2012, 13 eram da base de Jorge Lapas. O vereador mais votado foi Toniolo (PC do B) com 10.512 votos. O PT e o PSDB são os partidos com o maior número de vereadores eleitos (3).
| Resultado da eleição para a Câmara Municipal de Osasco em 2012 por candidato | Resultado da eleição para a Câmara Municipal de Osasco em 2012 por candidato | Resultado da eleição para a Câmara Municipal de Osasco em 2012 por candidato | Resultado da eleição para a Câmara Municipal de Osasco em 2012 por candidato | Resultado da eleição para a Câmara Municipal de Osasco em 2012 por candidato | Resultado da eleição para a Câmara Municipal de Osasco em 2012 por candidato |
| Candidato                                                                    | Número                                                                       | Partido                                                                      | Votos                                                                        | Porcentagem                                                                  |                                                                              |
| ---------------------------------------------------------------------------- | ---------------------------------------------------------------------------- | ---------------------------------------------------------------------------- | ---------------------------------------------------------------------------- | ---------------------------------------------------------------------------- | ---------------------------------------------------------------------------- |
| Toniolo                                                                      | 65678                                                                        | PC do B                                                                      | 10.512                                                                       | 2,73%                                                                        |                                                                              |
| Rogério Lins Roger                                                           | 31100                                                                        | PHS                                                                          | 10.142                                                                       | 2,63%                                                                        |                                                                              |
| Andre Sacco                                                                  | 45645                                                                        | PSDB                                                                         | 8.790                                                                        | 2,28%                                                                        |                                                                              |
| Claudio da Locadora                                                          | 43143                                                                        | PV                                                                           | 7.963                                                                        | 2,07%                                                                        |                                                                              |
| Maluco Beleza                                                                | 31013                                                                        | PHS                                                                          | 5.831                                                                        | 1,51%                                                                        |                                                                              |
| Valdomiro Ventura                                                            | 17500                                                                        | PSL                                                                          | 5.623                                                                        | 1,46%                                                                        |                                                                              |
| Prof Mario Luiz Guide                                                        | 40140                                                                        | PSB                                                                          | 5.562                                                                        | 1,44%                                                                        |                                                                              |
| Fabio Yamato                                                                 | 27678                                                                        | PSDC                                                                         | 5.282                                                                        | 1,37%                                                                        |                                                                              |
| Professora Mazé                                                              | 13650                                                                        | PT                                                                           | 5.206                                                                        | 1,35%                                                                        |                                                                              |
| Josias da Juco                                                               | 55655                                                                        | PSD                                                                          | 5.068                                                                        | 1,32%                                                                        |                                                                              |
| Alex da Academia                                                             | 12200                                                                        | PDT                                                                          | 4.981                                                                        | 1,29%                                                                        |                                                                              |
| Karen Gaspar                                                                 | 70444                                                                        | PT do B                                                                      | 4.889                                                                        | 1,27%                                                                        |                                                                              |
| Bognar                                                                       | 45123                                                                        | PSDB                                                                         | 4.880                                                                        | 1,27%                                                                        |                                                                              |
| Branco                                                                       | 15036                                                                        | PMDB                                                                         | 4.750                                                                        | 1,23%                                                                        |                                                                              |
| Rogério Silva                                                                | 20012                                                                        | PSC                                                                          | 4.295                                                                        | 1,12%                                                                        |                                                                              |
| Andrea Verginio Capriotti                                                    | 55412                                                                        | PSD                                                                          | 3.878                                                                        | 1,01%                                                                        |                                                                              |
| Batista Comunidade                                                           | 70800                                                                        | PT do B                                                                      | 3.860                                                                        | 1,00%                                                                        |                                                                              |
| Dinei Simão                                                                  | 20644                                                                        | PSC                                                                          | 3.859                                                                        | 1,00%                                                                        |                                                                              |
| De Paula                                                                     | 45678                                                                        | PSDB                                                                         | 3.784                                                                        | 0,98%                                                                        |                                                                              |
| Jair Assaf                                                                   | 45666                                                                        | PSDB                                                                         | 3.741                                                                        | 0,97%                                                                        |                                                                              |
| Faria Neto                                                                   | 15444                                                                        | PMDB                                                                         | 1.872                                                                        | 1,03%                                                                        |                                                                              |
| Souza Lopes                                                                  | 10123                                                                        | PRB                                                                          | 3.686                                                                        | 0,96%                                                                        |                                                                              |
| Miazaki                                                                      | 55751                                                                        | PSD                                                                          | 3.557                                                                        | 0,92%                                                                        |                                                                              |
| João Gois                                                                    | 40789                                                                        | PT                                                                           | 3.555                                                                        | 0,92%                                                                        |                                                                              |
| Prof. Candal                                                                 | 40400                                                                        | PSB                                                                          | 3.545                                                                        | 0,92%                                                                        |                                                                              |
| Valdir Roque                                                                 | 13007                                                                        | PT                                                                           | 3.523                                                                        | 0,91%                                                                        |                                                                              |
| Carlão                                                                       | 65065                                                                        | PC do B                                                                      | 3.449                                                                        | 0,90%                                                                        |                                                                              |
| Aluisio Pinheiro                                                             | 13620                                                                        | PT                                                                           | 3.440                                                                        | 0,89%                                                                        |                                                                              |
| Lucia da Saúde                                                               | 13651                                                                        | PT                                                                           | 3.431                                                                        | 0,89%                                                                        |                                                                              |
| Wilians da Farmacia                                                          | 55123                                                                        | PSD                                                                          | 3.323                                                                        | 0,86%                                                                        |                                                                              |
| Nelsinho                                                                     | 13636                                                                        | PT                                                                           | 3.288                                                                        | 0,85%                                                                        |                                                                              |
| Pelé da Cândida                                                              | 20610                                                                        | PSC                                                                          | 3.160                                                                        | 0,82%                                                                        |                                                                              |
| Ralfi Silva                                                                  | 20000                                                                        | PSC                                                                          | 3.027                                                                        | 0,79%                                                                        |                                                                              |
| Luiz da Locadora                                                             | 65666                                                                        | PC do B                                                                      | 3.012                                                                        | 0,78%                                                                        |                                                                              |
| Rubinho Bastos                                                               | 13678                                                                        | PT                                                                           | 2.991                                                                        | 0,78%                                                                        |                                                                              |
| Mônica Veloso                                                                | 12345                                                                        | PDT                                                                          | 2.810                                                                        | 0,73%                                                                        |                                                                              |
| Ronaldo Soares                                                               | 20699                                                                        | PSC                                                                          | 2.783                                                                        | 0,72%                                                                        |                                                                              |
| Dr. Lindoso                                                                  | 43089                                                                        | PV                                                                           | 2.719                                                                        | 0,71%                                                                        |                                                                              |
| Osvaldinho                                                                   | 13013                                                                        | PT                                                                           | 2.673                                                                        | 0,69%                                                                        |                                                                              |
| Ni da Pizzaria                                                               | 31505                                                                        | PHS                                                                          | 2.660                                                                        | 0,69%                                                                        |                                                                              |
| Eduardão                                                                     | 40700                                                                        | PSB                                                                          | 2.659                                                                        | 0,69%                                                                        |                                                                              |

| Votos válidos   | Votos válidos   | 385.136 | 85,64% |
| Votos nulos     | Votos nulos     | 30.005  | 6,67%  |
| Votos em branco | Votos em branco | 34.548  | 7,68%  |
| Total           | Total           | 449.689 | 100%   |
| --------------- | --------------- | ------- | ------ |

## Análises
Nas urnas, Jorge Lapas ficou em segundo lugar, atrás de Celso Giglio. Porém, este segundo, por ter sua candidatura cassada e impugnada pelo Tribunal Regional Eleitoral (TRE-SP), fez com que os votos destinados a ele fossem anulados, tornando então Lapas o novo prefeito de Osasco.